# Condado de Chowan
O Condado de Chowan é um dos 100 condados do estado americano da Carolina do Norte. A sede do condado é Edenton, e sua maior cidade é Edenton. O condado possui uma área de 604 km² (dos quais 157 km² estão cobertos por água), uma população de 14 526 habitantes, e uma densidade populacional de 21 hab/km² (segundo o censo nacional de 2000). O condado foi fundado em 1668.